# Rhynchostegiella bourgaeana
Rhynchostegiella bourgaeana är en bladmossart som beskrevs av Brotherus 1909. Rhynchostegiella bourgaeana ingår i släktet nålmossor, och familjen Brachytheciaceae. Inga underarter finns listade i Catalogue of Life.